# وزیر اسکیت‌سوار
وزیر اسکیت‌سوار (به انگلیسی: The Skating Minister) نقاشی رنگ روغن اواخر قرن هجدهم منسوب به هنری ریبرن است که اکنون در گالری ملی اسکاتلند در ادینبرو نگهداری می‌شود. از آنجا که این نقاشی از طریق خانواده سوژه منتقل شد، تا سال ۱۹۴۹ عملاً ناشناخته بود، اما از آن زمان به یکی از شناخته شده‌ترین نقاشی‌های اسکاتلند تبدیل شده است. این نقاشی به عنوان نماد فرهنگ اسکاتلند و نماد آزادی خواهی یک ملت در نظر گرفته می‌شود که در دوران روشنگری اسکاتلند نقاشی شده است. 